# Anisotome
Anisotome là chi thực vật có hoa trong họ Apiaceae.